# 1. Fußball-Club Saarbrücken 1984-1985
Questa voce raccoglie le informazioni riguardanti il 1. Fußball-Club Saarbrücken nelle competizioni ufficiali della stagione 1984-1985.

## Stagione
Nella stagione 1984-1985 il Saarbrücken, allenato da Uwe Klimaschefski, concluse il campionato di 2. Bundesliga al 3º posto. In Coppa di Germania il Saarbrücken fu eliminato in semifinale dal Bayer Uerdingen.

## Rosa
| N. |                     | Ruolo | Calciatore       |
| -- | ------------------- | ----- | ---------------- |
|    | Germania (bandiera) | P     | Carsten Hallmann |
|    | Germania (bandiera) | P     | Wolfgang Kellner |
|    | Germania (bandiera) | D     | Reinhard Brendel |
|    | Germania (bandiera) | D     | Kurt Knoll       |
|    | Polonia (bandiera)  | D     | Detsi Kruszyński |
|    | Germania (bandiera) | D     | Walter Müller    |
|    | Germania (bandiera) | D     | Michael Nushöhr  |
|    | Germania (bandiera) | D     | Norbert Schlegel |
|    | Germania (bandiera) | D     | Ernst Traser     |
|    | Germania (bandiera) | C     | Michael Blättel  |

| N. |                         | Ruolo | Calciatore            |
| -- | ----------------------- | ----- | --------------------- |
|    | Germania (bandiera)     | C     | Stefan Jambo          |
|    | Germania (bandiera)     | C     | Sascha Jusufi         |
|    | Germania (bandiera)     | C     | Michael Kuntze        |
|    | RD del Congo (bandiera) | C     | Jean-Santos Muntubila |
|    | Germania (bandiera)     | C     | Guido Szesni          |
|    | Germania (bandiera)     | A     | Herbert Demange       |
|    | Germania (bandiera)     | A     | Pierre Dickert        |
|    | Germania (bandiera)     | A     | Norbert Hönnscheidt   |
|    | Germania (bandiera)     | A     | Wolfgang Seel         |

## Organigramma societario
Area tecnica
- Allenatore: Uwe Klimaschefski
- Allenatore in seconda:
- Preparatore dei portieri:
- Preparatori atletici:

## Calciomercato

### Sessione estiva
| Acquisti | Acquisti              | Acquisti        | Acquisti |
| R.       | Nome                  | da              | Modalità |
| -------- | --------------------- | --------------- | -------- |
| C        | Michael Kuntze        | Fortuna Colonia |          |
| A        | Herbert Demange       | Rot-Weiss Essen |          |
| P        | Carsten Hallmann      | Rot-Weiss Essen |          |
| C        | Sascha Jusufi         | Uerdingen 05    |          |
| C        | Jean-Santos Muntubila | Sochaux         |          |
| C        | Guido Szesni          | Osnabrück       |          |

| Cessioni | Cessioni            | Cessioni             | Cessioni |
| R.       | Nome                | a                    | Modalità |
| -------- | ------------------- | -------------------- | -------- |
| A        | Egbert Zimmermann   | Darmstadt            |          |
| C        | Jochen Goll         | Osnabrück            |          |
| A        | Etepe Kakoko        | Borussia Neunkirchen |          |
| C        | Michael Kalkbrenner | Osnabrück            |          |
| P        | Roland Kuppig       | Borussia Neunkirchen |          |
| C        | Witthaya Laohakul   | Raj Pracha           |          |

### Sessione invernale
| Acquisti | Acquisti | Acquisti | Acquisti |
| R.       | Nome     | da       | Modalità |
| -------- | -------- | -------- | -------- |

| Cessioni | Cessioni | Cessioni | Cessioni |
| R.       | Nome     | a        | Modalità |
| -------- | -------- | -------- | -------- |

## Risultati

### 2. Bundesliga

#### Girone di andata
| Arbitro: | Correll |

|                       |           |  |
| Müller 25’ Traser 87’ | Marcatori |  |

| Arbitro: | Gabor |

|                      |           |             |
| Diekmann 15’ Dum 76’ | Marcatori | 62’ Blättel |

| Arbitro: | Scheuerer |

|             |           |  |
| Demange 72’ | Marcatori |  |

| Arbitro: | Broska |

|              |           |                  |
| Labbadia 72’ | Marcatori | 58’ (rig.) Jambo |

| Arbitro: | Amerell |

|                          |           |                               |
| Schlegel 11’ Blättel 54’ | Marcatori | 20’ (rig.) Knauf 36’ Bakalorz |

| Arbitro: | Bodmer |

|                                                                      |           |                                  |
| Schlegel 24’ (aut.) Grillemeier 59’ Clute-Simon 77’ Glöde 87’ (rig.) | Marcatori | 31’ Jambo 56’ Szesni 72’ Demange |

| Arbitro: | Weber |

|                                     |           |  |
| Jusufi 8’ Muntubila 23’ Demange 25’ | Marcatori |  |

| Arbitro: | Schütte |

|           |           |                        |
| Geyer 61’ | Marcatori | 20’ Szesni 70’ Blättel |

| Arbitro: | Correll |

|                                    |           |                     |
| Seel 29’, 64’ Jusufi 50’ Jambo 88’ | Marcatori | 74’ (rig.) Notthoff |

| Arbitro: | Probst |

|          |           |           |
| Mähn 48’ | Marcatori | 3’ Szesni |

| Arbitro: | Brückner |

|                                                                        |           |           |
| Jusufi 24’ Seel 36’, 71’ Demange 57’ Kruszyński 74’ Dickert 80’ (rig.) | Marcatori | 72’ Gores |

| Arbitro: | Kasperowski |

|                |           |  |
| Dannenberg 90’ | Marcatori |  |

| Arbitro: | Kautschor |

|               |           |                             |
| Vorreiter 89’ | Marcatori | 12’ Jusufi 78’ (rig.) Jambo |

| Arbitro: | Tritschler |

|                                                     |           |  |
| Schlegel 10’ Nushöhr 30’ Jusufi 43’, 87’ Szesni 44’ | Marcatori |  |

| Arbitro: | Retzmann |

|                         |           |                        |
| Bunk 24’ Kirschbaum 63’ | Marcatori | 18’ Szesni 71’ Blättel |

| Arbitro: | Wahmann |

|                                                           |           |          |
| Schlegel 31’ Dickert 42’ Hönnscheidt 74’ Jambo 85’ (rig.) | Marcatori | 37’ Hinz |

| Arbitro: | Kasperowski |

|                            |           |          |
| Jakobs 77’ Burgsmüller 90’ | Marcatori | 15’ Seel |

| Arbitro: | Vasel |

|                  |           |          |
| Blättel 22’, 78’ | Marcatori | 89’ Ruof |

| Arbitro: | Boos |

|            |           |                              |
| Allievi 1’ | Marcatori | 74’ Schlegel 82’ Hönnscheidt |

#### Girone di ritorno
| Ulma 23 aprile 1985, ore 19:00 CEST 20ª giornata | Ulma | 0 – 0 referto | Saarbrücken | Donaustadion (2 000 spett.)\| Arbitro: \| Kost \| |
| Arbitro:                                         | Kost |               |             |                                                   |

| Arbitro: | Ermer |

|                                          |           |  |
| Demange 31’ Blättel 51’ Lazic 82’ (aut.) | Marcatori |  |

| Arbitro: | Neuner |

|             |           |                         |
| Schanda 10’ | Marcatori | 5’ Blättel 74’ Schlegel |

| Arbitro: | Waltert |

|                                   |           |  |
| Blättel 22’ Jambo 31’ Demange 48’ | Marcatori |  |

| Arbitro: | Ahlenfelder |

|                                   |           |  |
| Traser 11’ Cestonaro 23’ Münn 83’ | Marcatori |  |

| Saarbrücken 14 maggio 1985, ore 19:00 CEST 25ª giornata | Saarbrücken | 0 – 0 referto | Hertha Berlino | Ludwigsparkstadion (8 500 spett.)\| Arbitro: \| Broska \| |
| Arbitro:                                                | Broska      |               |                |                                                           |

| Arbitro: | Schütte |

|                                   |           |          |
| Gerber 38’ Ronge 57’ Hartmann 79’ | Marcatori | 30’ Seel |

| Arbitro: | Wuttke |

|                                       |           |                       |
| Jambo 47’ (rig.) Blättel 58’ Seel 90’ | Marcatori | 8’ Geyer 52’ Eckstein |

| Arbitro: | Jupe |

|                                     |           |  |
| Struckmann 57’ (rig.) Abramczik 89’ | Marcatori |  |

| Arbitro: | Weber |

|                                            |           |  |
| Blättel 47’ (rig.), 88’ (rig.) Dickert 70’ | Marcatori |  |

| Arbitro: | Vasel |

|                |           |                        |
| Kurtenbach 74’ | Marcatori | 17’ Blättel 47’ Jusufi |

| Arbitro: | Kriegelstein |

|            |           |  |
| Jusufi 20’ | Marcatori |  |

| Arbitro: | Puchalski |

|          |           |  |
| Seel 69’ | Marcatori |  |

| Arbitro: | Schäfer |

|             |           |                                           |
| Sandner 83’ | Marcatori | 45’ Seel 64’ Hönnscheidt 90’ (rig.) Jambo |

| Arbitro: | Huster |

|             |           |                       |
| Blättel 16’ | Marcatori | 73’ Bebensee 84’ Bunk |

| Arbitro: | Assenmacher |

|            |           |  |
| Wenzel 81’ | Marcatori |  |

| Arbitro: | Neuner |

|  |           |               |
|  | Marcatori | 77’ Schneider |

| Arbitro: | Roth |

|         |           |               |
| Ruof 3’ | Marcatori | 61’ Muntubila |

| Arbitro: | Dellwing |

|                      |           |            |
| Blättel 38’ Seel 54’ | Marcatori | 42’ Tilner |

### Coppa di Germania
| Arbitro: | Kruse |

|           |           |                         |
| Rudić 57’ | Marcatori | 70’ Muntubila 75’ Jambo |

| Arbitro: | Stark |

|                                                |           |             |
| Jambo 38’, 39’ (rig.) Hönnscheidt 60’ Seel 88’ | Marcatori | 46’ Stenzel |

| Stoccarda 22 dicembre 1984, ore 15:30 CET Ottavi di finale | Stoccarda | 0 – 0 (d.t.s.) referto | Saarbrücken | Neckarstadion (10 700 spett.)\| Arbitro: \| Jupe \| |
| Arbitro:                                                   | Jupe      |                        |             |                                                     |

| Arbitro: | Föckler |

|                             |                      |                           |
| Hönnscheidt 42’ Blättel 87’ | Marcatori            | 14’ Kempe 79’ Klinsmann   |
| Jambo Blättel Schlegel      | Tiri di rigore 3 – 0 | Allgöwer Förster Reichert |

| Arbitro: | Uhlig |

|             |           |  |
| Blättel 75’ | Marcatori |  |

| Arbitro: | Schmidhuber |

|  |           |               |
|  | Marcatori | 74’ Brinkmann |

## Statistiche

### Statistiche di squadra
| Competizione      | Punti | In casa | In casa | In casa | In casa | In casa | In casa | In trasferta | In trasferta | In trasferta | In trasferta | In trasferta | In trasferta | Totale | Totale | Totale | Totale | Totale | Totale | DR  |
| Competizione      | Punti | G       | V       | N       | P       | Gf      | Gs      | G            | V            | N            | P            | Gf           | Gs           | G      | V      | N      | P      | Gf     | Gs     | DR  |
| ----------------- | ----- | ------- | ------- | ------- | ------- | ------- | ------- | ------------ | ------------ | ------------ | ------------ | ------------ | ------------ | ------ | ------ | ------ | ------ | ------ | ------ | --- |
| 2. Bundesliga     | 49    | 19      | 15      | 2       | 2       | 46      | 12      | 19           | 6            | 5            | 8            | 24           | 29           | 38     | 21     | 7      | 10     | 70     | 41     | +29 |
| Coppa di Germania | -     | 4       | 2       | 1       | 1       | 7       | 4       | 2            | 1            | 1            | 0            | 2            | 1            | 6      | 3      | 2      | 1      | 9      | 5      | +4  |
| Totale            | 49    | 23      | 17      | 3       | 3       | 53      | 16      | 21           | 7            | 6            | 8            | 26           | 30           | 44     | 24     | 9      | 11     | 79     | 46     | +33 |

### Andamento in campionato
| Giornata  | 1 | 2 | 3 | 4 | 5 | 6  | 7 | 8 | 9 | 10 | 11 | 12 | 13 | 14 | 15 | 16 | 17 | 18 | 19 | 20 | 21 | 22 | 23 | 24 | 25 | 26 | 27 | 28 | 29 | 30 | 31 | 32 | 33 | 34 | 35 | 36 | 37 | 38 |
| --------- | - | - | - | - | - | -- | - | - | - | -- | -- | -- | -- | -- | -- | -- | -- | -- | -- | -- | -- | -- | -- | -- | -- | -- | -- | -- | -- | -- | -- | -- | -- | -- | -- | -- | -- | -- |
| Luogo     | C | T | C | T | C | T  | C | T | C | T  | C  | T  | T  | C  | T  | C  | T  | C  | T  | T  | C  | T  | C  | T  | C  | T  | C  | T  | C  | T  | C  | C  | T  | C  | T  | C  | T  | C  |
| Risultato | V | P | V | N | N | P  | V | V | V | N  | V  | P  | V  | V  | N  | V  | P  | V  | V  | N  | V  | V  | V  | P  | N  | P  | V  | P  | V  | V  | V  | V  | V  | P  | P  | P  | N  | V  |
| Posizione | 1 | 8 | 8 | 7 | 4 | 11 | 8 | 5 | 3 | 5  | 3  | 5  | 3  | 2  | 2  | 2  | 2  | 2  | 2  | 1  | 1  | 1  | 1  | 1  | 1  | 1  | 1  | 2  | 1  | 1  | 1  | 1  | 1  | 2  | 2  | 3  | 4  | 3  |

Legenda:

Luogo: C = Casa; T = Trasferta. Risultato: V = Vittoria; N = Pareggio; P = Sconfitta.

### Statistiche dei giocatori
!! colspan="4" | Totale

| Giocatore      | 2. Bundesliga | 2. Bundesliga | 2. Bundesliga | 2. Bundesliga | Relegation Bundesliga | Relegation Bundesliga | Relegation Bundesliga | Relegation Bundesliga | Coppa di Germania M. Blättel | Coppa di Germania M. Blättel | Coppa di Germania M. Blättel | Coppa di Germania M. Blättel | 35       | 15   | 3           | 0          | 2 | 1 | 0 | 0 | 6 | 2 | 0 | 0 | 43 | 18 | 3 | 0 |
| Giocatore      | Presenze      | Reti          | Ammonizioni   | Espulsioni    | Presenze              | Reti                  | Ammonizioni           | Espulsioni            | Presenze                     | Reti                         | Ammonizioni                  | Espulsioni                   | Presenze | Reti | Ammonizioni | Espulsioni |   |   |   |   |   |   |   |   |    |    |   |   |
| R. Brendel     | 12            | 0             | 2             | 0             | 2                     | 0                     | 0                     | 0                     | 1                            | 0                            | 0                            | 0                            | 15       | 0    | 2           | 0          |   |   |   |   |   |   |   |   |    |    |   |   |
| H. Demange     | 29            | 6             | 2             | 0             | 0                     | 0                     | 0                     | 0                     | 4                            | 0                            | 0                            | 0                            | 33       | 6    | 2           | 0          |   |   |   |   |   |   |   |   |    |    |   |   |
| P. Dickert     | 17            | 3             | 1             | 0             | 1                     | 1                     | 0                     | 0                     | 0                            | 0                            | 0                            | 0                            | 18       | 4    | 1           | 0          |   |   |   |   |   |   |   |   |    |    |   |   |
| C. Hallmann    | 34            | 0             | 0             | 0             | 2                     | 0                     | 0                     | 0                     | 6                            | 0                            | 0                            | 0                            | 42       | 0    | 0           | 0          |   |   |   |   |   |   |   |   |    |    |   |   |
| N. Hönnscheidt | 16            | 3             | 1             | 0             | 1                     | 0                     | 0                     | 0                     | 5                            | 2                            | 0                            | 0                            | 22       | 5    | 1           | 0          |   |   |   |   |   |   |   |   |    |    |   |   |
| S. Jambo       | 35            | 8             | 4             | 0             | 2                     | 0                     | 0                     | 0                     | 6                            | 3                            | 0                            | 0                            | 43       | 11   | 4           | 0          |   |   |   |   |   |   |   |   |    |    |   |   |
| S. Jusufi      | 33            | 8             | 1             | 0             | 2                     | 1                     | 2                     | 0                     | 5                            | 0                            | 0                            | 0                            | 40       | 9    | 3           | 0          |   |   |   |   |   |   |   |   |    |    |   |   |
| W. Kellner     | 5             | 0             | 0             | 0             | 1                     | 0                     | 0                     | 0                     | 0                            | 0                            | 0                            | 0                            | 6        | 0    | 0           | 0          |   |   |   |   |   |   |   |   |    |    |   |   |
| K. Knoll       | 18            | 0             | 1             | 0             | 2                     | 0                     | 0                     | 0                     | 3                            | 0                            | 0                            | 0                            | 23       | 0    | 1           | 0          |   |   |   |   |   |   |   |   |    |    |   |   |
| D. Kruszyński  | 28            | 1             | 6             | 0             | 0                     | 0                     | 0                     | 0                     | 4                            | 0                            | 2                            | 0                            | 32       | 1    | 8           | 0          |   |   |   |   |   |   |   |   |    |    |   |   |
| M. Kuntze      | 4             | 0             | 0             | 0             | 1                     | 0                     | 0                     | 0                     | 1                            | 0                            | 0                            | 0                            | 6        | 0    | 0           | 0          |   |   |   |   |   |   |   |   |    |    |   |   |
| J. Muntubila   | 32            | 2             | 7             | 0             | 1                     | 0                     | 1                     | 1                     | 6                            | 1                            | 2                            | 0                            | 39       | 3    | 10          | 1          |   |   |   |   |   |   |   |   |    |    |   |   |
| W. Müller      | 36            | 1             | 4             | 0             | 1                     | 0                     | 0                     | 0                     | 6                            | 0                            | 1                            | 0                            | 43       | 1    | 5           | 0          |   |   |   |   |   |   |   |   |    |    |   |   |
| M. Nushöhr     | 34            | 1             | 2             | 0             | 1                     | 0                     | 0                     | 0                     | 5                            | 0                            | 2                            | 0                            | 40       | 1    | 4           | 0          |   |   |   |   |   |   |   |   |    |    |   |   |
| N. Schlegel    | 38            | 5             | 2             | 0             | 2                     | 0                     | 0                     | 0                     | 6                            | 0                            | 0                            | 0                            | 46       | 5    | 2           | 0          |   |   |   |   |   |   |   |   |    |    |   |   |
| W. Seel        | 37            | 10            | 2             | 0             | 2                     | 0                     | 0                     | 0                     | 5                            | 1                            | 1                            | 0                            | 44       | 11   | 3           | 0          |   |   |   |   |   |   |   |   |    |    |   |   |
| G. Szesni      | 29            | 5             | 3             | 0             | 1                     | 0                     | 0                     | 0                     | 5                            | 0                            | 1                            | 0                            | 35       | 5    | 4           | 0          |   |   |   |   |   |   |   |   |    |    |   |   |
| E. Traser      | 10            | 1             | 0             | 0             | 2                     | 0                     | 0                     | 0                     | 0                            | 0                            | 0                            | 0                            | 12       | 1    | 0           | 0          |   |   |   |   |   |   |   |   |    |    |   |   |
| E. Zimmermann  | 3             | 0             | 0             | 0             | 0                     | 0                     | 0                     | 0                     | 1                            | 0                            | 1                            | 0                            | 4        | 0    | 1           | 0          |   |   |   |   |   |   |   |   |    |    |   |   |